# Libertà di manifestazione del pensiero
La libertà di manifestazione del pensiero o libertà di coscienza è un diritto fondante riconosciuto negli ordinamenti democratici di tipo occidentale.
Da un punto di vista filosofico le radici di questa libertà sono da ricercare nell'antico stoicismo greco e romano, dove la coscienza è parente stretta dell'idea stoica di un potere di scelta morale.

## Disciplina della libertà di manifestazione del pensiero

### Fondamenti nelle Costituzioni
Questa libertà è riconosciuta da tutte le moderne costituzioni ed è un pilastro della democrazia e di uno Stato di diritto, così come è stato sostenuto dalla Corte costituzionale più volte fin dalle sue prime sentenze. Infatti, così come affermato dalla Consulta, “è tra le libertà fondamentali proclamate e protette dalla nostra Costituzione, una di quelle […] che meglio caratterizzano il regime vigente nello Stato, condizione com’è del modo di essere e dello sviluppo della vita del Paese in ogni suo aspetto culturale, politico, sociale” (sent. n. 9/1965).
Ad essa sono inoltre dedicati due articoli della Dichiarazione universale dei diritti dell'uomo del 1948:
- Art. 19: Ogni individuo ha il diritto alla libertà di opinione e di espressione, incluso il diritto di non essere molestato per la propria opinione e quello di cercare, ricevere e diffondere informazioni e idee attraverso ogni mezzo e senza riguardo a frontiere

Una definizione della libertà di manifestazione del pensiero è inclusa nel primo comma dell'art. 5 della Costituzione della Repubblica federale di Germania del 1949:
- "Ognuno ha diritto di esprimere e diffondere liberamente le sue opinioni con parole, scritti e immagini, e di informarsi senza impedimento da fonti accessibili a tutti. Sono garantite la libertà di stampa e d'informazione mediante la radio e il cinematografo. Non si può stabilire alcuna censura."

La libertà di espressione è sancita anche dall'art. 10 della Convenzione europea per la salvaguardia dei diritti dell'uomo e delle libertà fondamentali ratificata dall'Italia con l. 4 agosto 1955, n. 848:
- 1. Ogni individuo ha diritto alla libertà di espressione. Tale diritto include la libertà di opinione e la libertà di ricevere o di comunicare informazioni o idee senza che vi possa essere ingerenza da parte delle autorità pubbliche e senza limiti di frontiera.
- 2. La libertà dei media e il loro pluralismo sono rispettati.

La violazione del citato art. 10 della Convenzione europea legittima il cittadino a proporre ricorso alla Corte europea dei diritti dell'uomo, per ottenere il ristoro dei danni subiti, anche morali, purché siano esauriti tutti i possibili rimedi giurisdizionali interni.

### Costituzione statunitense
Il Primo emendamento della Costituzione degli Stati Uniti d'America recita:
(Primo emendamento della Costituzione degli Stati Uniti d'America)

### L'art. 21 della Costituzione della Repubblica italiana
La Costituzione italiana del 1948 supera la ristretta visione fornita un secolo prima dallo Statuto Albertino, che all'art. 28 prevedeva che La Stampa sarà libera, ma una legge ne reprime gli abusi. Durante il periodo fascista alcune leggi dello Stato diventarono delle censure, tipiche dei regimi totalitari.
Nella Costituzione (all'articolo 21) invece si stabilisce che il diritto di manifestare il pensiero in ogni forma è libero; ciò tranne nei casi di reati (ingiuria, calunnia, diffamazione, vilipendio, istigazione a delinquere, ecc.) e nel caso di offesa al "buon costume" (es. i cosiddetti atti osceni , concetti che cambiano nel tempo dipendendo dalla situazione specifica e dalla morale corrente); non sono applicabili per opere d'arte e scientifiche, le quali sono libere a norma dell'articolo 33.
L'art. 21 della Costituzione recita:
- Tutti hanno diritto di manifestare liberamente il proprio pensiero con la parola, lo scritto e ogni altro mezzo di diffusione.
- La stampa non può essere soggetta ad autorizzazioni o censure.
- Si può procedere a sequestro soltanto per atto motivato dell'autorità giudiziaria nel caso di delitti, per i quali la legge sulla stampa espressamente lo autorizzi, o nel caso di violazione delle norme che la legge stessa prescriva per l'indicazione dei responsabili.
- In tali casi, quando vi sia assoluta urgenza e non sia possibile il tempestivo intervento dell'autorità giudiziaria, il sequestro della stampa periodica può essere eseguito da ufficiali di polizia giudiziaria, che devono immediatamente, e non mai oltre ventiquattro ore, fare denuncia all'autorità giudiziaria. Se questa non lo convalida nelle ventiquattro ore successive, il sequestro s'intende revocato e privo di ogni effetto.
- La legge può stabilire, con norme di carattere generale, che siano resi noti i mezzi di finanziamento della stampa periodica.
- Sono vietate le pubblicazioni a stampa, gli spettacoli e tutte le altre manifestazioni contrarie al buon costume. La legge stabilisce provvedimenti adeguati a prevenire e a reprimere le violazioni.

Mentre l'art. 33, comma sesso 1, afferma che: «L'arte e la scienza sono libere e libero ne è l'insegnamento».
La Corte di cassazione italiana ha recentemente stabilito una serie di requisiti affinché la manifestazione del pensiero possa essere considerata rientrante nel diritto di cronaca giornalistica e di critica:
- la veridicità (i fatti che vengono comunicati devono essere veri)
- la continenza
- l'interesse pubblico della notizia.

Se si tratta di fatti personali, anche se veri e continenti, non dovrebbero essere pubblicati se ledono l'onore della persona di cui si parla. Al riguardo operano i limiti previsti dai reati di diffamazione e ingiuria. In generale costituiscono un evidente limite al diritto di cronaca anche l'onorabilità e la dignità della persona. Tutto ciò è diventato sempre più vero dopo la legge sulla privacy del 1996. Chi è coinvolto in procedimenti giudiziari non potrebbe essere fotografato in un momento in cui è sottoposto a carcerazione. Allo stesso modo il nome e le immagini di minori sono oscurati dal 1996, salvo autorizzazione esplicita del genitore o del tutore del minore.

#### Diritti e libertà
L'interpretazione dell'art. 21 dà luogo ai seguenti principi:
- i soggetti titolari del diritto di espressione sono "tutti", cioè sia cittadini che stranieri, sia come singoli che in forma collettiva, poiché necessaria a dar corpo e voce ai movimenti di opinione concernenti interessi superindividuali[4].
  - i membri del Parlamento godono di una forma ampliata della libertà in esame; l'art. 68 c. 1 Cost. stabilisce che essi non possono essere chiamati a rispondere delle opinioni espresse e dei voti dati nell'esercizio delle loro funzioni (istituto dell'insindacabilità).
- il diritto include la manifestazione di opinioni in qualunque forma e senza limitazioni, salvo che si pregiudichino dei valori costituzionali.
- diritto "negativo": è previsto il diritto a non manifestare pensieri e opinioni contro la propria volontà; i limiti a tale libertà negativa sussistono in caso essi si rendano necessari per garantire l'ordine pubblico.
- libertà di espressione o libertà "attiva" di informazione; è il principio che sancisce e garantisce la diffusione di informazioni ed opinioni[5]; tale libertà include al suo interno anche:
  - il diritto di cronaca giornalistica (narrazione dei fatti): principio senza il quale non sarebbe possibile la pubblicazione di notizie attraverso qualsiasi mezzo di informazione. La narrazione che offende l'altrui reputazione, tuttavia, è perseguibile per il reato di diffamazione (art. 595 C.P.), se non vi è il rispetto di tre principi "limite": la verità oggettiva dei fatti narrati, la continenza nel modo di raccontare i fatti e l'interesse pubblico alla conoscenza dei fatti. Secondo l’art. 85 del Regolamento 2016/679 si riconosce che la tutela dei dati personali non può costituire un limite al diritto di cronaca.
  - il diritto di critica (giudizio dei fatti): anche in fase di valutazione dei fatti, persistono i limiti suddetti nel diritto di cronaca. È legittima nel caso in cui l’oggetto della critica sia un fatto vero.
  - il diritto di satira: poiché è una forma di espressione ironica e comica, la satira è svincolata dai limiti imposti a cronaca e critica, e pertanto non è continente per definizione. Tuttavia, la satira deve avere come oggetto di critica un personaggio pubblico e il messaggio trasmesso deve essere intrinsecamente capito dal pubblico fruitore.
- libertà di essere informati, o libertà "passiva" di informazione, non è esplicitata in Costituzione, ma è ravvisabile in diversi testi normativi come la Legge Mammì (legge del 6 agosto 1990, n. 223) e il "Regolamento per l'accesso al Servizio Radiotelevisivo Pubblico", approvato dalla Commissione parlamentare per l'indirizzo e la vigilanza dei servizi radiotelevisivi nel 2001. Questo principio si basa sul concetto di pluralismo informativo, ovvero garantire una pluralità di punti di vista e opinioni: in ambito mediatico più soggetti possono accedere al sistema dei media, dunque produrre e diffondere i propri contenuti, più il panorama espresso dai mezzi di comunicazione di massa sarà pluralistico. In verità "la questione porta con sé implicazioni molto più complesse e contraddittorie di quanto la linearità del sillogismo che procede da un numero si soggetti ad un numero di contenuti possa risolvere in quanto vi è sempre la possibilità che essi possano essere controllati da un numero ristretto di soggetti a monte, facendo decadere l'stanza pluralistica stessa."[6]. Le due declinazioni di questo concetto sono il pluralismo esterno, determinato dalla variegazione degli assetti proprietari dei mezzi di comunicazione, e interno, cioè riguardante l'accesso ai media stessi da parte della popolazione. A tutela di questo principio, entrano in gioco delle normative antitrust, introdotte dal Garante delle Comunicazioni.
- diritto di accesso ai documenti amministrativi: un importante caso del diritto ad essere informati. Nel corso degli anni il quadro normativo è diventato più trasparente riguardo alla pubblica amministrazione; in particolare si ricordano:
  - legge 241/90: chiunque abbia un interesse può richiedere di avere accesso ai documenti di un procedimento amministrativo che lo riguarda.
  - decreto legislativo 33/2013: si stabilisce il principio di trasparenza amministrativa, secondo cui chiunque ha diritto di accedere liberamente ai dati della pubblica amministrazione, senza controllo alcuno.
  - articolo 15 del Regolamento 2016/679: in riferimento ai propri dati personali, l'interessato ha il diritto di accedere a tutte le informazioni che lo riguardano personalmente.
- per mezzo s'intende non solo il mezzo di espressione, ma anche le modalità di divulgazione del pensiero a un certo numero di destinatari; non è la disponibilità dei mezzi ad essere garantita, bensì la loro libertà di utilizzo.

La libertà di informare e la libertà di essere informati danno luogo al cosiddetto diritto all'informazione.
La libertà di pensiero è, tra l'altro, considerata come corollario dell'articolo 13 della Costituzione della Repubblica Italiana, che prevede l'inviolabilità della libertà personale tanto fisica quanto psichica. Tale libertà è, poi, fondamentale anche nella concezione dell'antico Stato liberale.

#### Giurisprudenza
La giurisprudenza comunitaria ha affermato in più occasioni che la libertà di espressione è una delle condizioni di base per il progresso della società democratica e per lo sviluppo di ciascun individuo. Essa riguarda non solamente le informazioni e le idee accolte come favorevoli o considerate come inoffensive o indifferenti, per le quali non si porrebbe alcuna esigenza di garantirne la tutela, quanto piuttosto quelle che urtano, scioccano, inquietano o offendono una parte qualunque della popolazione, così richiede il pluralismo, la tolleranza, lo spirito di apertura senza il quale non vi è una società democratica. Se si tratta di un uomo politico, che è un personaggio pubblico, i limiti alla protezione della reputazione si estendono ulteriormente, nel senso che il diritto alla tutela della reputazione deve essere ragionevolmente bilanciato con l'utilità della libera discussione delle questioni politiche.
Circa le modalità di esternazione del pensiero, anche critico, la Cassazione ha affermato che esso può manifestarsi anche in maniera estemporanea, non essendo necessario che si esprima nelle sedi, ritenute più appropriate, istituzionali o mediatiche, ove si svolgano dibattiti fra i rappresentanti della politica ed i commentatori.
Diversamente, verrebbe indebitamente limitato, se non conculcato, il diritto di manifestazione del pensiero che spetta al comune cittadino.
Inoltre, sempre la Cassazione, ha affermato che la critica può esplicarsi in forma tanto più incisiva e penetrante, utilizzando anche espressioni suggestive, quanto più elevata è la posizione pubblica della persona che ne è destinataria.

#### Limiti
Pur non esistendo dubbi riguardo al fatto che la libertà di manifestazione del pensiero faccia parte di quelle libertà fondamentali che la Costituzione italiana protegge, è esatto affermare che tale libertà ha dei limiti.
Questi sono posti dalla legge e devono trovare fondamento in precetti e principi costituzionali o espressamente dichiarati o comunque riconducibili alla Carta costituzionale.
Il diritto di manifestare il proprio pensiero, infatti, non è tutelato incondizionatamente e non garantisce secondo quanto previsto dalla Costituzione una libertà illimitata.
Per tale motivo, davanti a questo diritto sono posti dei limiti che derivano dalla tutela di beni o interessi diversi che sono allo stesso modo protetti e garantiti dalla Costituzione, con l'intento di limitare tutte quelle azioni che andrebbero a ledere beni costituzionali, la cui tutela costituisce una delle finalità immanenti del sistema.
Da notare che il concetto di diritto deve necessariamente coesistere con il concetto di "limite".
Le varie sfere giuridiche, limitandosi tra loro, cercano di mantenere quell'equilibrio in grado di mantenere la convivenza civile ordinata.
Quindi la Corte costituzionale esclude che enunciando il diritto di libera manifestazione del pensiero, voglia consentire quelle attività in grado di turbare la tranquillità e l'ordine pubblico, non sottraendo così alle forze dell'ordine la funzione di prevenzione dei reati (Corte cost. 19/1962, 65/1970, 168/1971, 199/1972, 108/1974). Alcuni ritengono che un limite di ordine pubblico costituzionale sia giustificato dall'art. 54, comma 1, Cost., che obbliga i cittadini ad essere fedeli alla repubblica e ad osservarne la Costituzione e le leggi. Altri invece lo escludono, ritenendo che tale obbligo non comporti alcun limite ai diritti costituzionalmente garantiti.
Tra i vari limiti alla libertà di manifestazione del pensiero vi è anche:
1) il buon costume; l'unico limite espressamente previsto dall'art. 21 della Costituzione per tutte le manifestazioni di pensiero (anche quelle riguardanti spettacoli come le attività teatrali e cinematografiche) è il limite del buon costume.
In realtà il concetto di buon costume non deve essere inteso in senso ampio e generico come sinonimo di pubblica moralità ma con un'interpretazione più restrittiva, va riferito esclusivamente a ciò che riguarda il pudore sessuale, con speciale interesse alla tutela dei minori e si accoglie la definizione di "Atti e oggetti osceni" data dall'art. 529 del Codice Penale:

si considerano "osceni" gli atti e gli oggetti, che, secondo il comune sentimento, offendono il pudore (esclusa l'opera d'arte e scientifica, in richiamo all'art. 33 Cost.).
Dal momento che il concetto di pudore deve essere necessariamente adeguato nel corso del tempo, la Corte costituzionale si è pronunciata in proposito con la sent. n. 368/1992, secondo la quale (...) il "buon costume" non è diretto ad esprimere semplicemente un valore di libertà individuale, (...) ma è, piuttosto, diretto a significare un valore riferibile alla collettività in generale. (...)
Si legge al comma 6 dell'art.21 della Costituzione:
" Sono vietate le pubblicazioni a stampa, gli spettacoli e tutte le altre manifestazioni contrarie al buon costume.
La legge stabilisce provvedimenti adeguati a prevenire e reprimere le violazioni."
Quindi, gli atti osceni non sono offensivi se si esauriscono nella sfera privata, ma lo sono quando la travalicano, recando pericolo di offesa al sentimento del pudore dei terzi non consenzienti o della collettività in generale.
Per quanto riguarda il contenuto vario del concetto di "buon costume", sin dalla sentenza n. 9 del 1965, la Corte ha chiaramente affermato che:
" il buon costume risulta da un insieme di precetti che impongono un determinato comportamento nella vita sociale di relazione, l'inosservanza dei quali comporta in particolare la violazione del pudore sessuale, sia fuori sia soprattutto nell'ambito della famiglia, della dignità personale che con esso si congiunge, e del sentimento morale dei giovani, ed apre la via al contrario del buon costume, al mal costume e, come è stato anche detto, può comportare la perversione dei costumi, il prevalere, cioè, di regole e di comportamenti contrari ed opposti ".
In seguito, la stessa Corte ha affermato che, rientrando tra i concetti non "suscettibili di una categorica definizione", il buon costume è dotato anche di relatività storica, dato che "varia notevolmente, secondo le condizioni storiche di ambiente e di cultura".
La Corte precisa, infine, che tale relatività non impedisce di dare un significato sufficientemente determinato al termine, essendo questo un concetto così diffuso e utilizzato ed aggiungendo che in un determinato periodo storico, si sia "in grado di valutare quali comportamenti debbano considerarsi osceni secondo il comune senso del pudore, nel tempo e nelle circostanze in cui si realizzano" (sentenza nº191 del 1970).
Bisogna tener conto che l'interprete della Costituzione, insieme con il legislatore in sede di attenuazione del bilanciamento dei valori costituzionali attraverso le proprie scelte discrezionali, deve attenersi all'imprescindibile criterio secondo cui, poiché "la Carta fondamentale accoglie e sottolinea il principio (...) per il quale il di più di libertà soppressa costituisce abuso", ne consegue che si può "limitare la libertà solo per quel tanto strettamente necessario a garantirla "(sent. nº 487 del 1989).
2) il diritto alla riservatezza
da applicarsi indistintamente su quei mezzi di informazione che oggi vengono definiti social network o su forum privati dove l'accesso è consentito solo ad utenti registrati che accettano in toto le regole di comportamento del forum stesso e non usano informazioni estrapolate da uno dei suddetti per denigrare altri soggetti in altri siti, ove non siano in contrasto con i punti precedenti.
3) i segreti, come il segreto di stato, il segreto d'ufficio, il segreto istruttorio, il segreto professionale e industriale; essi non hanno un vero e proprio fondamento costituzionale, ma nascono da una serie di situazioni specifiche, ove ci sia necessità di tutelare interessi pubblici o privati. La loro diffusione deve essere compatibile con i principi costituzionali e con le norme penali.
4) l'onore, da intendersi sia come dignità (la cui violazione dà luogo all'ingiuria) sia come reputazione (che, violata, origina la diffamazione). Nell'attività giornalistica, in difetto dei requisiti della veridicità, continenza ed interesse pubblico dei fatti riferiti (soprattutto attraverso un uso scrupoloso delle fonti), se avviene una violazione dell'onore di una persona si realizza il delitto di diffamazione. Se, ad esempio, si pubblicano notizie aventi ad oggetto fatti strettamente personali, ancorché veri e continenti, e si offende l'onore di una persona si incorrerà in sanzioni, perché manca il requisito dell'interesse pubblico (questa fattispecie si intreccia con il diritto alla riservatezza).
L'onore ed il prestigio delle istituzioni costituzionali sono tutelati dall'art. 290 c.p., che punisce il vilipendio della Repubblica, delle Assemblee legislative, del Governo, dell'Ordine giudiziario, della Corte costituzionale, delle Forze Armate e delle Forze della Liberazione. La Corte costituzionale ha ritenuto legittima una tale disciplina, poiché il vilipendio costituisce una manifestazione di disprezzo che travalica i confini del diritto di critica e rischia di provocare ingiustificate disobbedienze verso le autorità (C. cost. 20/1974). Invece la dottrina ritiene del tutto illegittima la repressione del vilipendio, in quanto mira a tutelare i detentori del potere dalle critiche più aspre e radicali. Gli artt. 291 e 292 c.p. puniscono, rispettivamente, il vilipendio della Nazione italiana ed il vilipendio della bandiera nazionale e degli altri simboli dello Stato.
Importante limite previsto non dalla Costituzione ma dal codice penale è costituito dal reato di diffamazione (art. 595 c.p.), il quale si sostanzia qualora il soggetto offenda la reputazione altrui comunicando con più persone. Inoltre, è prevista una circostanza aggravante, e cioè un aumento di pena, nel caso in cui la diffamazione avvenga con il mezzo della stampa.
Altri reati effettuati con la parola (calunnia, istigazione, minaccia, ecc.) non sono autorizzati dalla libertà di manifestazione del pensiero.
5) il mantenimento dell'ordine pubblico, come riconosciuto dalla Corte costituzionale.
Dopo aver affermato che la stampa non può essere soggetta ad autorizzazioni o censure, la disposizione costituzionale afferma che si può procedere a sequestro conservativo soltanto per atto motivato dall'autorità giudiziaria (riserva di giurisdizione) e qualora, per mezzo della stampa, siano stati commessi dei delitti, per i quali la legge sulla stampa espressamente autorizza il sequestro, oppure nel caso di violazione delle norme che la legge prescrive circa l'indicazione dei responsabili: infatti, non è ammessa la stampa anonima, proprio per consentire di risalire all'autore della stampa attraverso cui si ha commesso un reato.

### Il caso del software libero
Il software libero ha per natura caratteristiche che lo rendono più compatibile con la costituzione italiana in confronto a quello di tipo proprietario in quanto mette in pratica i valori condivisi ed espressi dalla costituzione stessa:

#### Libertà
1) Libertà di manifestazione del pensiero perché partecipa attivamente alla costruzione di un'infrastruttura di comunicazione libera, per esempio internet in quanto tutte le infrastrutture della rete globale si basano su software liberi, ciò implica che sia possibile diffondere liberamente informazioni e messaggi.
2) Libertà di iniziativa economica perché chiunque può partecipare attivamente alla creazione e alla diffusione del software libero in quanto tale.
3) Libertà di pluralismo informativo, diffondendo un software libero si rinuncia alla licenza che è fondata sull'esercizio di un potere monopolistico di controllo.
4) Libertà di accesso alla cultura perché esso garantisce alla diffusione della cultura aperta a chiunque, compatibilmente con l'art. 27 della Dichiarazione Universale dei Diritti Umani del 1948 (DUDDUU) e della costituzione.
Art. 27:
"Ogni individuo ha diritto di prendere parte liberamente alla vita culturale della comunità, di godere delle arti e di partecipare al progresso scientifico ed ai suoi benefici"
"Ogni individuo ha diritto alla protezione degli interessi morali e materiali derivanti da ogni produzione scientifica, letteraria e artistica di cui egli sia autore"

#### Uguaglianza e Fraternità
Coerentemente con l'art. 3 della costituzione italiana, l'art. 1 e l'art.3 della DUDDUU, contribuiscono alla creazione di una società libera, solidale e con parità di diritti tra gli individui.
Art.1 della DUDDUU:
"Tutti gli esseri umani nascono liberi ed eguali in dignità e diritti. Essi sono dotati di ragione e di coscienza e devono agire gli uni verso gli altri in spirito di fratellanza."
Art. 3 della DUDDUU:
"Ogni individuo ha diritto alla vita, alla libertà ed alla sicurezza della propria persona"
Art. 3 della Costituzione Italiana:
"Tutti i cittadini hanno pari dignità sociale e sono uguali davanti alla legge, senza distinzione di sesso, di razza, di lingua, di religione, di opinioni politiche, di condizioni personali e sociali"

## Diritto europeo dell'informazione e della comunicazione

### Carta dei diritti fondamentali dell'Unione europea
I popoli europei nel creare tra loro un'unione sempre più stretta hanno deciso di condividere un futuro di pace fondato su valori comuni.
Consapevole del suo patrimonio spirituale e morale, l'Unione si fonda sui valori indivisibili e universali di dignità umana, di libertà, di uguaglianza e di solidarietà; l'Unione si basa sui principi di democrazia e dello stato di diritto. Essa pone la persona al centro della sua azione istituendo la cittadinanza dell'Unione e creando uno spazio di libertà, sicurezza e giustizia. L'Unione contribuisce al mantenimento e allo sviluppo di questi valori comuni, nel rispetto della diversità delle culture e delle tradizioni dei popoli europei, dell'identità nazionale degli Stati membri e dell'ordinamento dei loro pubblici poteri a livello nazionale, regionale e locale; essa cerca di promuovere uno sviluppo equilibrato e sostenibile e assicura la libera circolazione delle persone, dei beni, dei servizi e dei capitali nonché la libertà di stabilimento. A tal fine è necessario, rendendoli più visibili in una Carta, rafforzare la tutela dei diritti fondamentali alla luce dell'evoluzione della società, del progresso sociale e degli sviluppi scientifici e tecnologici.
La presente Carta riafferma, nel rispetto delle competenze e dei compiti della Comunità e dell'Unione e del principio di sussidiarietà, i diritti derivanti in particolare dalle tradizioni costituzionali e dagli obblighi internazionali comuni agli Stati membri, dal trattato sull'Unione europea e dai trattati comunitari, dalla Convenzione europea per la salvaguardia dei diritti dell'uomo e delle libertà fondamentali, dalle carte sociali adottate dalla Comunità e dal Consiglio d'Europa, nonché i diritti riconosciuti dalla giurisprudenza della Corte di giustizia delle Comunità europee e da quella della Corte europea dei diritti dell'uomo. Il godimento di questi diritti fa sorgere responsabilità e doveri nei confronti degli altri come pure della comunità umana e delle generazioni future. Pertanto, l'Unione riconosce i diritti, le libertà ed i principi enunciati qui di seguito.

### Strumenti di tutela

#### Dichiarazione universale dei diritti dell'uomo

##### Articolo 19
Ogni individuo ha diritto alla libertà di opinione e di espressione incluso il diritto di non essere molestato per la propria opinione e quello di cercare, ricevere e diffondere informazioni e idee attraverso ogni mezzo e senza riguardo a frontiere.
- Ogni individuo ha diritto a non essere molestato per le proprie opinioni.
- Ogni individuo ha il diritto alla libertà di espressione; tale diritto comprende la libertà di cercare, ricevere e diffondere informazioni e idee di ogni genere, senza riguardo a frontiere, oralmente, per iscritto, attraverso la stampa, in forma artistica o attraverso qualsiasi altro mezzo di sua scelta.
- L'esercizio delle libertà previste al paragrafo 2 del presente articolo comporta doveri e responsabilità speciali. Esso può essere pertanto sottoposto a talune restrizioni che però devono essere espressamente stabilite dalla legge ed essere necessarie:
  - a) al rispetto dei diritti o della reputazione altrui;
  - b) alla salvaguardia della sicurezza nazionale, dell'ordine pubblico, della sanità o della morale pubbliche.

##### Articolo 29
- Nell'esercizio dei suoi diritti e delle sue libertà, ognuno deve essere sottoposto soltanto a quelle limitazioni che sono stabilite dalla legge per assicurare il riconoscimento e il rispetto dei diritti e delle libertà degli altri e per soddisfare le giuste esigenze della morale, dell'ordine pubblico, e del benessere generale in una società democratica.
- Questi diritti e queste libertà non possono in nessun caso essere esercitati in contrasto con i fini e principi delle Nazioni Unite.

#### Articolo 10 CEDU - Convenzione europea per la salvaguardia dei diritti dell'uomo e delle libertà fondamentali
- Ogni persona ha diritto alla libertà di espressione. Tale diritto include la libertà di opinione e la libertà di ricevere o di comunicare informazioni o idee senza ingerenza alcuna da parte delle autorità pubbliche, e senza considerazione di frontiera.

Il presente articolo non impedisce che gli Stati sottopongano a un regime di autorizzazione le imprese di radiodiffusione.
- L'esercizio di queste libertà, comportando doveri e responsabilità, può essere sottoposto a determinate formalità, condizioni, restrizioni o sanzioni previste dalla legge e costituenti misure necessarie in una società democratica, per la sicurezza nazionale, l'integrità territoriale o l'ordine pubblico, la prevenzione dei disordini e dei reati, la protezione della salute e della morale, la protezione della reputazione o dei diritti altrui, o per impedire la divulgazione di informazioni confidenziali o per garantire l'autorità e la imparzialità del potere giudiziario.

#### Tutela della libertà di espressione nell'Unione Europea

##### Art. 6-7 TUE
L'articolo 6, paragrafo 1 del trattato sull'Unione europea (TUE) elenca i principi comuni agli Stati membri: libertà, democrazia, rispetto dei diritti dell'uomo e delle libertà fondamentali, nonché dello stato di diritto. Tale lista pone la persona al centro della costruzione europea e qualsiasi persona può riconoscersi in essa, indipendentemente dalla propria origine nazionale o socioculturale. Il rispetto di detti principi comuni è una condizione di appartenenza all'Unione, e gli articoli 7 TUE (introdotto dal trattato di Amsterdam, modificato poi a Nizza) e 309 TCE (trattato che istituisce la Comunità europea) danno alle istituzioni gli strumenti atti a garantire il rispetto dei valori comuni da parte di ogni Stato membro. A differenza del trattato di Amsterdam, che prevedeva una possibilità d'intervento dell'Unione soltanto a posteriori, nell'eventualità di violazione grave e persistente dei valori comuni, il trattato di Nizza ha previsto all'articolo 7 TUE un meccanismo preventivo in caso di evidente rischio di violazione grave, rendendo in tal modo molto più operativi gli strumenti di cui l'Unione già disponeva.

##### Articolo 11 – Carta di Nizza
- Ogni individuo ha diritto alla libertà di espressione. Tale diritto include la libertà di opinione e la libertà di ricevere o di comunicare informazioni o idee senza che vi possa essere ingerenza da parte delle autorità pubbliche e senza limiti di frontiera.
- La libertà dei media e il loro pluralismo sono rispettati.